# Campoli Appennino
Campoli Appennino es una localidad y comune italiana de la provincia de Frosinone, región de Lacio, con 1.789 habitantes.

## Evolución demográfica
| Gráfica de evolución demográfica de Campoli Appennino entre 1861 y 2001 |
|                                                                         |
| Fuente ISTAT - elaboración gráfica de Wikipedia                         |